# كاسبر فيسكر
كاسبر فيسكر (بالدنماركية: Kasper Fisker)‏ هو لاعب كرة قدم دنماركي في مركز الوسط، ولد في 22 مايو 1988 في راندرس في الدنمارك. لعب مع نادي بروندبي ونادي راندرس.

## وصلات خارجية
- كاسبر فيسكر على موقع قاعدة بيانات كرة القدم.إي يو (الإنجليزية)
- كاسبر فيسكر على موقع Soccerbase.com (لاعب) (الإنجليزية)
- كاسبر فيسكر على موقع Soccerway.com (الإنجليزية)
- كاسبر فيسكر على موقع عالم كرة القدم.نت (الإنجليزية)